# 914-es busz (Miskolc)
A miskolci 914-es jelzésű éjszakai autóbuszvonal a Repülőtér / Bosch, a Búza tér, a Villanyrendőr, Hejőcsaba és Miskolctapolca között húzódik, amelyet a Miskolc Városi Közlekedési Zrt. üzemeltet.

## Története
Az MVK Zrt. a 2023 októberben bevezetett menetrendjében elindította a 914-es autóbuszvonalat, mely a Repülőtér / Bosch végállomásról közlekedik a turisztikai látványossággal bíró Miskolctapolcára, közben útvonalára fűzve a Búza teret, a Villanyrendőrt, Hejőcsabát, Hejőparkot és a Miskolci Egyetem egy részét.
Az észak-dél irányú járat nagy érdeklődésére való tekintettel további indulások jelentek meg az éjszaka folyamán.

## Útvonala
| Repülőtér / Bosch – Miskolctapolca | Miskolctapolca – Repülőtér / Bosch |
| --- | --- |
| Repülőtér / Bosch ➝ Szentpéteri kapu ➝ Arany János tér ➝ Szeles utca ➝ Búza tér ➝ Zsolcai kapu ➝ Ady Endre utca ➝ Madarász Viktor utca ➝ Kazinczy utca ➝ Szemere utca ➝ Görgey utca ➝ Csabai kapu ➝ Csabavezér út ➝ Futó utca ➝ Farkas Antal utca ➝ Futó utca ➝ (Miskolctapolcai út ➝ Egyetem út // Csermőkei út ➝) Egyetemi kollégiumok ➝ Miskolctapolcai út ➝ Iglói út ➝ Miskolctapolca | Miskolctapolca ➝ Iglói út ➝ Miskolctapolcai út ➝ Egyetem út ➝ Egyetemi kollégiumok ➝ Csermőkei út ➝ Futó utca ➝ Csabavezér út ➝ Csabai kapu ➝ Görgey utca ➝ Szemere utca ➝ Kazinczy utca ➝ Szeles utca ➝ Ady Endre utca ➝ Búza tér ➝ Zsolcai kapu ➝ Ady Endre utca ➝ Arany János tér ➝ Szentpéteri kapu ➝ Repülőtér / Bosch |

## Közlekedése
Indításai a hét minden napján történnek, járatai hajnalban és késő este közlekednek.
Mindkettő irányban 6 járatpár indul, ebből kettő a hajnali órákban, négy késő este. Egyetlen járatpár csak az Egyetemi kollégiumokig közlekedik.
A 914-es autóbusz nappali megfelelői az egyetemvárosi (12, 20, 20A), a hejőparki (14) buszvonalak és a hozzájuk tartozó garázsjáratok (12G, 14G).

### Járművek
Az autóbuszvonalon egyaránt megfordulnak az MAN típusú Lion's City szóló és csuklós járművek, olykor 2006-os évjáratú Neoplan Centroliner autóbuszok is. Nemmellesleg nem ritkák a BYD gépek, valamint az MAN régebbi fajtái.

## Megállóhelyei
| 914 (Repülőtér / Bosch – Búza tér – Villanyrendőr – Hejőcsaba – Miskolctapolca) | 914 (Repülőtér / Bosch – Búza tér – Villanyrendőr – Hejőcsaba – Miskolctapolca) | 914 (Repülőtér / Bosch – Búza tér – Villanyrendőr – Hejőcsaba – Miskolctapolca) | 914 (Repülőtér / Bosch – Búza tér – Villanyrendőr – Hejőcsaba – Miskolctapolca) | 914 (Repülőtér / Bosch – Búza tér – Villanyrendőr – Hejőcsaba – Miskolctapolca) | 914 (Repülőtér / Bosch – Búza tér – Villanyrendőr – Hejőcsaba – Miskolctapolca) | 914 (Repülőtér / Bosch – Búza tér – Villanyrendőr – Hejőcsaba – Miskolctapolca) | 914 (Repülőtér / Bosch – Búza tér – Villanyrendőr – Hejőcsaba – Miskolctapolca) |
| Sorszám (↓)                                                                     | Sorszám (↓)                                                                     | Megállóhely                                                                     | Kilométer (↓)                                                                   | Kilométer (↓)                                                                   | Perc (↓)                                                                        | Perc (↓)                                                                        | Átszállási kapcsolatok |
| ------------------------------------------------------------------------------- | ------------------------------------------------------------------------------- | ------------------------------------------------------------------------------- | ------------------------------------------------------------------------------- | ------------------------------------------------------------------------------- | ------------------------------------------------------------------------------- | ------------------------------------------------------------------------------- | --- |
| 0                                                                               | 0                                                                               | Repülőtér / Bosch végállomás                                                    | 0.0 km                                                                          | 0.0 km                                                                          | 0                                                                               | 0                                                                               | 3A, 8, 12, 12G, 14, 14G, 20, 24, 36, 54, 240 1369, 1384, 1410, 1411 3700, 3701, 3702, 3703, 3704, 3705, 3707, 3708, 3709, 3711, 3714, 3754, 3757, 3760, 3761, 3763, 3764, 3765, 3766, 3767, 3769, 3770, 3772, 3773, 3774, 3775, 3776, 3777 |
| 1                                                                               | 1                                                                               | Napsugár otthon                                                                 | 0.4 km                                                                          | 0.4 km                                                                          | 1                                                                               | 1                                                                               | 3A, 12, 12G, 14, 14G, 20, 24, 36, 54 |
| 2                                                                               | 2                                                                               | Megyei kórház                                                                   | 1.0 km                                                                          | 1.0 km                                                                          | 2                                                                               | 2                                                                               | 3A, 12, 12G, 14, 14G, 20, 24, 36, 54 1369, 1384, 1410, 1411 3700, 3701, 3702, 3703, 3704, 3705, 3707, 3708, 3709, 3711, 3714, 3754, 3757, 3760, 3761, 3763, 3764, 3765, 3766, 3767, 3769, 3770, 3772, 3773, 3774, 3775, 3776, 3777 |
| 3                                                                               | 3                                                                               | Leventevezér utca                                                               | 1.7 km                                                                          | 1.7 km                                                                          | 4                                                                               | 4                                                                               | 12, 12G, 14, 14G, 20, 36, 54 3700, 3701, 3702, 3703, 3704, 3705, 3707, 3714, 3754, 3757, 3760, 3761, 3763, 3764, 3765, 3770, 3772, 3773, 3774, 3775, 3776, 3777 |
| 4                                                                               | 4                                                                               | Álmos utca                                                                      | 2.0 km                                                                          | 2.0 km                                                                          | 5                                                                               | 5                                                                               | 12, 12G, 14, 14G, 20, 36, 54 |
| 5                                                                               | 5                                                                               | Szeles utca                                                                     | 2.6 km                                                                          | 2.6 km                                                                          | 6                                                                               | 6                                                                               | 1, 1G, 11, 12, 12G, 14, 14G, 20, 34G, 36, 54, 101B, 900, 935 |
| 6                                                                               | 6                                                                               | Búza tér                                                                        | 3.0 km                                                                          | 3.0 km                                                                          | 7                                                                               | 7                                                                               | 1, 1G, 3, 3A, 4, 7, 11, 12G, 20, 20A, 24, 28, 32, 32G, 34G, 43, 44, 45, 101B, 900, 935 1050, 1053, 1369, 1370, 1372, 1373, 1374, 1375, 1376, 1377, 1380, 1381, 1383, 1384, 1410, 1411 3700, 3701, 3702, 3703, 3704, 3705, 3706, 3707, 3708, 3709, 3710, 3711, 3712, 3714, 3715, 3716, 3717, 3718, 3719, 3720, 3721, 3722, 3723, 3724, 3726, 3727, 3728, 3729, 3730, 3731, 3733, 3734, 3735, 3736, 3737, 3738, 3739, 3740, 3741, 3742, 3743, 3744, 3745, 3746, 3747, 3748, 3749, 3750, 3751, 3752, 3753, 3754, 3755, 3757, 3760, 3761, 3764, 3765, 3766, 3767, 3770, 3772, 3773, 3774, 3775, 3776, 3777, 4019 |
| ∫                                                                               | ∫                                                                               | Petőfi tér (↑)                                                                  | ∫                                                                               | ∫                                                                               | ∫                                                                               | ∫                                                                               | 1, 1G, 12, 14, 14G, 20, 34, 34G, 36, 54, 101B, 900, 901, 935 1383 3755 |
| 7                                                                               | 7                                                                               | Hősök tere                                                                      | 3.7 km                                                                          | 3.7 km                                                                          | 8                                                                               | 8                                                                               | 14, 14G, 28, 34, 35, 36, 43, 44, 900, 901, 935 |
| 8                                                                               | 8                                                                               | Villanyrendőr                                                                   | 4.1 km                                                                          | 4.1 km                                                                          | 10                                                                              | 10                                                                              | 14, 14G, 28, 34, 35, 36, 43, 44, 900, 901, 935, Auchan 1 1, 1A, 2 |
| 9                                                                               | 9                                                                               | Népkert                                                                         | 4.8 km                                                                          | 4.8 km                                                                          | 12                                                                              | 12                                                                              | 12, 14, 20, 20A, 28, 34, 35, 36, 43, 44, 900, 935 |
| 10                                                                              | 10                                                                              | SZTK rendelőintézet                                                             | 5.4 km                                                                          | 5.4 km                                                                          | 13                                                                              | 13                                                                              | 12, 14, 20, 20A, 24, 30, 31, 34, 36, 43, 44, 900, 935 1369, 1370, 1377 3738, 3739, 3740, 3741, 3742, 3743, 3744, 3745, 3746, 3747, 3748, 3749, 3750, 3751, 3752, 4019 |
| 11                                                                              | 11                                                                              | Petneházy-bérházak                                                              | 6.0 km                                                                          | 6.0 km                                                                          | 14                                                                              | 14                                                                              | 12, 14, 20, 20A, 24, 30, 31, 34, 36, 43, 44, 900, 935 |
| 12                                                                              | 12                                                                              | Tapolcai elágazás                                                               | 6.3 km                                                                          | 6.3 km                                                                          | 15                                                                              | 15                                                                              | 4, 12, 14, 20, 20A, 24, 30, 31, 32, 34, 36, 43, 44, 45, 900, 935 1050, 1369, 1370, 1372, 1373, 1374, 1375, 1376, 1377, 1380, 1381, 1411 3738, 3739, 3740, 3741, 3742, 3743, 3744, 3745, 3746, 3747, 3748, 3749, 3750, 3751, 3752, 4019 |
| 13                                                                              | 13                                                                              | Hejőcsabai városrész                                                            | 7.0 km                                                                          | 7.0 km                                                                          | 17                                                                              | 17                                                                              | 4, 14, 43, 44, 45, 900 |
| 14                                                                              | 14                                                                              | Hejőcsabai gyógyszertár                                                         | 7.4 km                                                                          | 7.4 km                                                                          | 18                                                                              | 18                                                                              | 4, 14, 43, 44, 45, 900 1377, 1381 3738, 3739, 3740, 3741, 3742, 3743, 3744, 3745, 3746, 3747, 3748, 3749, 3750, 3751, 3752, 4019 |
| 15                                                                              | 15                                                                              | Cementgyár                                                                      | 8.2 km                                                                          | 8.2 km                                                                          | 19                                                                              | 19                                                                              | 4, 14, 43, 44, 45, 900 1377, 1381 3738, 3739, 3740, 3741, 3742, 3743, 3744, 3745, 3746, 3747, 3748, 3749, 3750, 3751, 3752, 4019 |
| ∫                                                                               | ∫                                                                               | Mész utca (↑)                                                                   | ∫                                                                               | ∫                                                                               | ∫                                                                               | ∫                                                                               | 14, 53, 900, Auchan 2 |
| 16                                                                              | 16                                                                              | Futó utca (↓)                                                                   | 8.5 km                                                                          | 8.5 km                                                                          | 20                                                                              | 20                                                                              | 14 |
| 17                                                                              | 17                                                                              | Farkas Antal utca (↓)                                                           | 8.9 km                                                                          | 8.9 km                                                                          | 21                                                                              | 21                                                                              | 14 |
| 18                                                                              | 18                                                                              | Futó utca (↓)                                                                   | 9.3 km                                                                          | 9.3 km                                                                          | 22                                                                              | 22                                                                              | 14 |
| 19                                                                              | 19                                                                              | Sütő János utca                                                                 | 9.8 km                                                                          | 9.8 km                                                                          | 24                                                                              | 24                                                                              | 14, 53, 900, Auchan 2 |
| 20                                                                              | 20                                                                              | Hejőpark                                                                        | 10.6 km                                                                         | 10.6 km                                                                         | 26                                                                              | 26                                                                              | 14, 53, 900, Auchan 2 |
| Naponta 1 járat által érintett.                                                 |                                                                                 |                                                                                 |                                                                                 |                                                                                 |                                                                                 |                                                                                 | |
| ∫                                                                               | 21                                                                              | Csermőkei út (↓)                                                                | ∫                                                                               | 11.1 km                                                                         | ∫                                                                               | 27                                                                              | 12, 20, 20A, 29, 900, Auchan 2 |
| 21                                                                              | 22                                                                              | Egyetemi kollégiumok vonalközi végállomás                                       | 11.2 km                                                                         | 12.0 km                                                                         | 27                                                                              | 28                                                                              | 12, 20, 20A, 29, 39, 53, 900 1372 |
| 22                                                                              | ∫                                                                               | Olajkutató                                                                      | 11.9 km                                                                         | ∫                                                                               | 28                                                                              | ∫                                                                               | 12, 20, 20A |
| 23                                                                              | ∫                                                                               | Kemény Dénes Uszoda                                                             | 12.3 km                                                                         | ∫                                                                               | 29                                                                              | ∫                                                                               | 20, 20A |
| 24                                                                              | ∫                                                                               | Turistapark                                                                     | 13.0 km                                                                         | ∫                                                                               | 31                                                                              | ∫                                                                               | 20, 20A |
| 25                                                                              | ∫                                                                               | Miskolctapolca, parkoló                                                         | 13.4 km                                                                         | ∫                                                                               | 32                                                                              | ∫                                                                               | 20, 20A |
| 26                                                                              | ∫                                                                               | Miskolctapolcai Strandfürdő                                                     | 13.9 km                                                                         | ∫                                                                               | 33                                                                              | ∫                                                                               | 20, 20A |
| 27                                                                              | ∫                                                                               | Miskolctapolca végállomás                                                       | 14.3 km                                                                         | ∫                                                                               | 34                                                                              | ∫                                                                               | 20, 20A |